# Gonzalo Fernández-Castaño
Gonzalo Fernández-Castaño (Madrid, 13 oktober 1980) is een golfprofessional uit Spanje.
Gonzalo Fernández-Castaño leerde golf spelen van zijn vader. Hij begon al op 5-jarige leeftijd.

## Amateur
Fernández-Castaño speelde in de Spaanse selectie van 1995-2004.

#### Gewonnen
- 2003: Spaans Amateur Kampioenschap

#### Teams
- Jacques Leglise Trophy: 2002
- Eisenhower Trophy: 2002
- St Andrews Trophy: 2004
- Bonallack Trophy: 2004
- Palmer Cup: 2003 (winnaars), 2004 (winnaars)

## Professional
Fernández-Castaño won zeven toernooien op de Europese PGA Tour. Zijn eerste overwinning was het KLM Open op de Hilversumsche in juni 2005, waar hij een score van -11 maakte. Mede hierdoor werd hij Rookie of the Year en won de Sir Henry Cotton Rookie of the Year Award.
Na zijn tweede overwinning vroeg hij zijn vriendin Alicia ten huwelijk, en trouwde later dat jaar. Ze hebben inmiddels een zoontje, hij heet ook Gonzalo.
In 2011 kreeg hij een rugblessure waardoor hij dacht dat zijn golfcarrière afgelopen was maar na veel therapie was hij weer terug op de Tour en won hij weer toernooien. 

#### Gewonnen
- 2005: KLM Open op de Hilversumsche Golf Club
- 2006: BMW Asian Open na play-off.
- 2007: Italian Open
- 2008: Quinn Insurance British Masters (-12) na 3 holes play-off tegen Lee Westwood op The Belfry.
- 2011: Barclays Singapore Open (-14) na 2 holes play-off tegen Juvic Padungsan
- 2012: BMW Italian Open presented by CartaSi (-24)
- 2013: BMW Masters (-11)

#### Teams
- World Cup: 2006, 2009
- Seve Trophy: 2007 (winnaars)

## GFC Golf & Business
Fernández-Castaño heeft ook een eigen bedrijf, GFC Golf & Business. Samen met 'Golf Acción', het bedrijf van Miguel Angel Jiménez, financierde hij na zijn overwinning in Rome het Valle Romano Open de Andalucia op de Aloha Golf Club. In 2008 werd hieraan de Madrid Masters toegevoegd.

## Trivia
- Vanwege de lengte van zijn naam wordt deze vaak afgekort tot Fdez-Castaño.